# Vlak do Pusanu
Vlak do Pusanu (korejsky 부산행 – Pusanhäng) je jihokorejský akční film režiséra Jŏna Sangha  z roku 2016. Premiéru měl na filmovém festivalu v Cannes v jeho 69. ročníku a do jihokorejských film, kde měl přes 11 miliónů diváků, byl uveden 20. července 2016.
Hlavní role hrají Kong Ju, Kim Suan, Čŏng Jumi, Ma Tongsŏk a Čchö Usik. Film je v originále v korejštině a trvá 118 minut.
Tématem filmu je cesta vlakem ze Soulu do Pusanu v průběhu pandemie viru, který dělá z lidí zombie.
Na 43. ročníku udílení cen Saturn se film dostal mezi nominované v kategorii Nejlepší hororový film, ovšem vítězem této kategorie se stala Smrt ve tmě.